# Route nationale 663
Pour les articles homonymes, voir Route nationale 663 (homonymie).
La route nationale 663 ou RN 663 était une route nationale française reliant Maurs à Decazeville. À la suite de la réforme de 1972, elle a été déclassée en RD 663 dans le Cantal et en RD 963 dans l'Aveyron.

## Ancien tracé de Maurs à Decazeville (D 663, D 963)
- Maurs
- Saint-Constant
- Flagnac
- Decazeville